# Brasão de Montevidéu
O Brasão de Montevidéu tem sofrido diversas alterações ao longo de sua história, sendo sua primeira versão a do ano de 1807, tendo uma forma oval com uma coroa real por cima. Em seu interior figurava o Rio da Prata, de cor verde.Também aparecia o Cerro de Montevidéu, apesar de alguns opinarem que não se tratava da montanha mas apenas um castelo genérico. Sobre o desenho se encontrava a frase Castela é minha coroa.

## Segunda versão
Com o passar do tempo o mesmo foi se modificando. A coroa passou a ter um aspecto de muralha (Montevidéu tinha uma muralha nessa época). A frase Castela é minha coroa passou a ficar ao redor do oval. Ao redor do Cerro aparecem quatro bandeiras britânicas caídas no chão, dando a ideia de derrota

## Versão definitiva
Em 1895 o escudo obteve uma forma muito similar à atual. O oval se "retangularizou" e passou a ser rodeado por um ramo de oliva. A coroa se converteu definitivamente em um castelo. O brasão é atravessado diagonalmente por uma espada e uma palmeira. Em seu interior figura o Cerro de Montevidéu e o Rio da Prata, desta vez sem nenhum elemento adicional. Também aparece uma famosa frase de José Gervasio Artigas: Com liberdade não ofendeo nem temo. Esse desenho foi oficializado em 1903 pela Junta Administrativa de Montevidéu.